# Atorvastatin
Atorvastatin, được bán dưới tên thương mại Lipitor và các nhãn khác, là một loại thuốc statin được sử dụng để ngăn ngừa bệnh tim mạch ở những người có nguy cơ cao và điều trị mức độ lipid bất thường. Để phòng ngừa bệnh tim mạch, statin là phương pháp điều trị đầu tiên. Nó được uống bằng miệng.
Các tác dụng phụ thường gặp bao gồm đau khớp, tiêu chảy, đau tim, buồn nôn và đau cơ. Tác dụng phụ nghiêm trọng có thể bao gồm tiêu cơ vân, các vấn đề về gan và tiểu đường. Sử dụng thuốc này trong khi mang thai có thể gây hại cho em bé. Giống như tất cả các statin, atorvastatin hoạt động bằng cách ức chế men khử HMG-CoA, một loại enzyme được tìm thấy trong gan có vai trò tạo ra cholesterol.
Atorvastatin được cấp bằng sáng chế vào năm 1986 và được chấp thuận cho sử dụng y tế tại Hoa Kỳ vào năm 1996. Nó có sẵn như là một loại thuốc gốc. Tại Hoa Kỳ, chi phí bán buôn mỗi tháng vào khoảng 3,80 USD tính đến năm 2018. Tại Vương quốc Anh, NHS phải trả khoảng 0,70 bảng mỗi tháng kể từ năm 2018. Năm 2016, đây là loại thuốc được kê đơn nhiều thứ 3 tại Hoa Kỳ, với hơn 96 triệu đơn thuốc.

## Sử dụng trong y tế
Công dụng chính của atorvastatin trong y tế là thuốc điều trị rối loạn mỡ máu và phòng ngừa bệnh tim mạch:

## Cơ chế hoạt động
Cũng như các thuốc statin khác, atorvastatin là chất ức chế cạnh tranh của HMG-CoA reductase. Tuy nhiên, không giống như hầu hết những thuốc khác, nó là một hợp chất hoàn toàn tổng hợp. HMG-CoA reductase xúc tác quá trình khử 3-hydroxy-3-methylglutaryl-coenzyme A (HMG-CoA) thành mevalonate, đây là bước giới hạn tốc độ trong sinh tổng hợp cholesterol ở gan. Sự ức chế enzyme làm giảm tổng hợp cholesterol de novo, tăng biểu hiện của thụ thể lipoprotein mật độ thấp (thụ thể LDL) trên tế bào gan. Điều này làm tăng sự hấp thu LDL của các tế bào gan, làm giảm lượng LDL-cholesterol trong máu. Giống như các thuốc statin khác, atorvastatin cũng làm giảm nồng độ triglyceride trong máu và làm tăng nhẹ mức HDL-cholesterol.